# Sinus Asperitatis
Le Sinus Asperitatis (en latin : Golfe de l'Aspérité), est une mare lunaire de basalte gris foncé et de lave solidifiée qui s'étend vers le sud depuis la Mare Tranquillitatis jusqu'à ce qu'elle rejoigne la Mare Nectaris au sud-est. 
Le Sinus Asperitatis est bordé sur les côtés orientaux et occidentaux par des régions continentales aux reliefs irréguliers. 
Les coordonnées sélénographiques de cette mare lunaire sont de 3,8° S et 27,4° E. Son diamètre est de 219,14 km de large.
Dans la partie nord de cette mare lunaire se trouve le petit cratère Torricelli. À l'extrémité méridionale, se remarquent deux cratères importants Theophilus et Cyrillus. Sur la frontière entre le Sinus Asperitatis et la Mare Nectaris se tient le cratère Mädler.